# Atletiekbaan Overvecht
Atletiekbaan Overvecht – stadion lekkoatletyczny w Utrechcie, w Holandii. Obiekt wyposażony jest w niewielką trybunę dla 100 widzów. Stadion był areną 6. Mistrzostw Europy Juniorów w lekkiej atletyce, które odbyły się w dniach 20–23 sierpnia 1981 roku. Niedługo przed tymi zawodami, częściowo jako test, na obiekcie odbyły się także Mistrzostwa Holandii w lekkiej atletyce.